# Antipathes pseudodichotoma
Antipathes pseudodichotoma är en korallart som beskrevs av Silberfeld 1909. Antipathes pseudodichotoma ingår i släktet Antipathes och familjen Antipathidae. Inga underarter finns listade i Catalogue of Life.